# Zohor
Zohor (slowakisch und ungarisch, deutsch selten Sachern) ist eine Gemeinde in der Westslowakei in der Landschaft Záhorie, zwischen der Hauptstadt Bratislava (23 km) und Malacky (17 km).

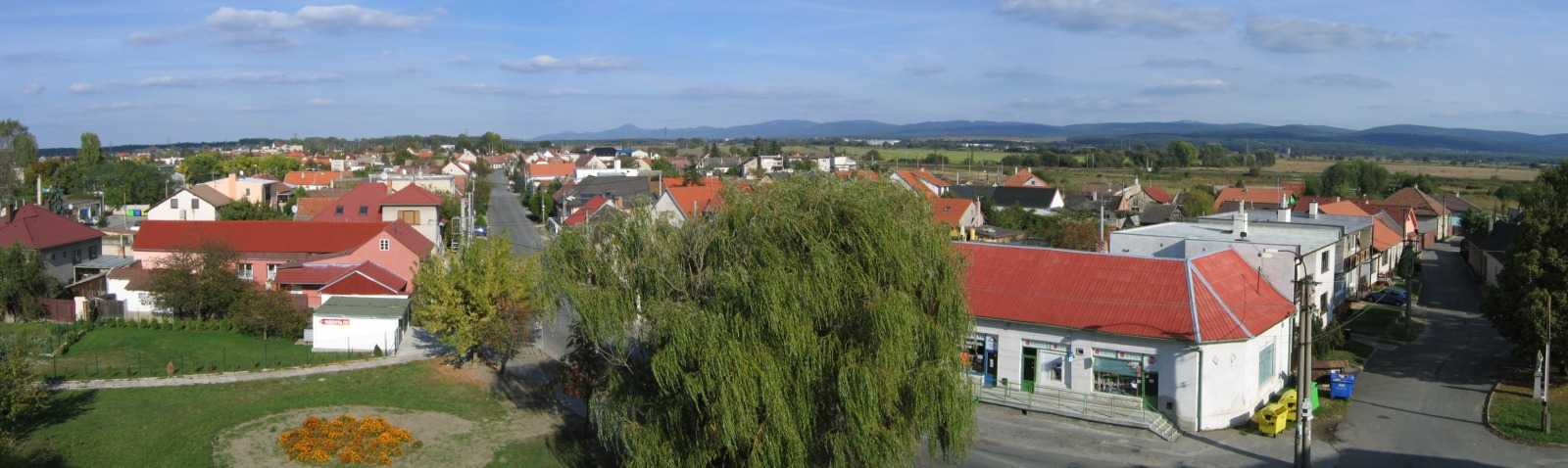
Blick auf den Ort

Der Ort wurde 1314 erstmals als Sahur schriftlich erwähnt.
Er besitzt einen Bahnhof an der Bahnstrecke Bratislava–Kúty–Břeclav und ist durch die 3 km entfernte Autobahnausfahrt bei Lozorno an die Autobahn D2 angeschlossen. 1943 wurde in Zohor für ein halbes Jahr ein Lager für jüdische Zwangsarbeiter betrieben, die Erdarbeiten im Flusstal der Morava verrichten sollten.

## Bevölkerung
| Jahr                | 1994 | 2004    | 2014    | 2024     |
| ------------------- | ---- | ------- | ------- | -------- |
| Anzahl der Personen | 2994 | 3232    | 3264    | 3774     |
| Unterschied         |      | +7,94 % | +0,99 % | +15,62 % |

| Jahr                | 2023 | 2024    |
| ------------------- | ---- | ------- |
| Anzahl der Personen | 3706 | 3774    |
| Unterschied         |      | +1,83 % |

## Söhne und Töchter der Gemeinde
- Albín Brunovský (1935–1997), Maler und Graphiker, Nationalkünstler

## Weblinks

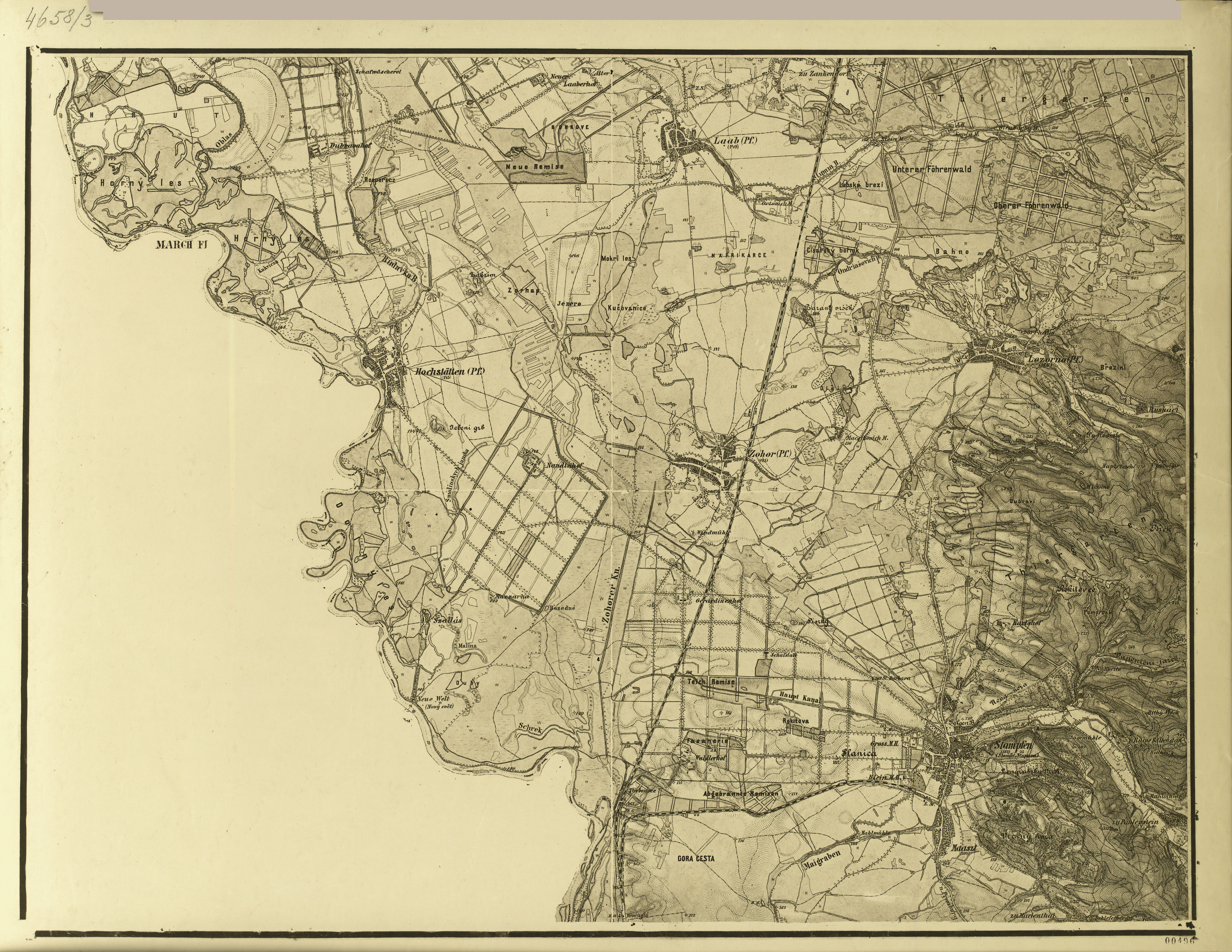
Zohor und Umgebung in der Landesaufnahme um 1873